# Franz Berwald
För övriga medlemmar av släkten Berwald, se Berwald.
Franz Adolf Berwald, född 23 juli 1796 i Stockholm, död 3 april 1868 i Stockholm, var en svensk tonsättare av tysk börd, kusin till tonsättaren och violinisten Johan Fredrik Berwald och farfar till pianisten Astrid Berwald.
Vid sidan av musiken ägnade sig Berwald åt ortopedisk verksamhet och "mekanisk sjukgymnastik", på sin tid banbrytande, och under påverkan av Nils Åkerman.
Det nya konserthuset som byggdes 1976 i Stockholm för Sveriges Radio döptes till Berwaldhallen efter Franz Berwald. Berwaldhallen invigdes den 30 november 1979.

## Biografi

### Barndom och ungdomsår
Franz Berwald föddes i Stockholm som son till violinisten Christian Friedrich Georg Berwald och Brita Agneta Bruno, den senare av svensk västgötasläkt, och Bureättling. Släkten Berwald kom ursprungligen från Neumark, och flera av dess medlemmar har varit framstående musiker eller kompositörer. Fadern Christian Friedrich var kammarmusicus hos hertig Karl och grundade musikbiblioteket vid hovkapellet. Han gav sonen Franz en fri uppfostran och tog honom ur skolan på grund av aga. Från fem års ålder började sonen spela violin undervisad av sin far. Eftersom fadern var verksam vid hovet, fick Franz redan som nioåring debutera där, och redan året därpå hade han givit flera konserter även på andra ställen.
1810 blev Franz Berwald elev till Edouard Du Puy, och redan 1812 fick han av denne anställning som försteviolinist vid hovkapellet. Berwald gjorde försök att försörja sig genom utgivning av tidskrifter som Musikalisk journal 1819 och Journal de Musique 1820, där han också publicerade flera egna sånger och pianostycken. Efter ett par år som fri konstnär, då han bland annat företagit sig konsertturnéer tillsammans med brodern Christian August, återgick han till fast avlönad tjänst som altviolinist i hovkapellet 1824–1828. Som hovkapellist fick han stifta bekantskap med tidens mest kända operor. Den första akten i det första egna försöket i operagenren, Gustaf Wasa, låg färdigt 1828. Han företog resor till Ryssland, Tyskland, Österrike, Norge och Finland för att skaffa sig fler musikaliska impulser. 
Franz Berwald var själv senare mycket kritisk till sina ungdomsverk, och förstörde många av dem. Under senare delen av 1810-talet väckte dock några av hans verk uppmärksamhet, och han ansågs som en lovande talang och stödd av olika bidrag, bland annat från kronprins Oscar (sedermera kung Oscar I) begav han sig 1829 till Berlin, där han bland andra kom i kontakt med Felix Mendelssohn.

### Utlandsvistelser och sjukgymnastik

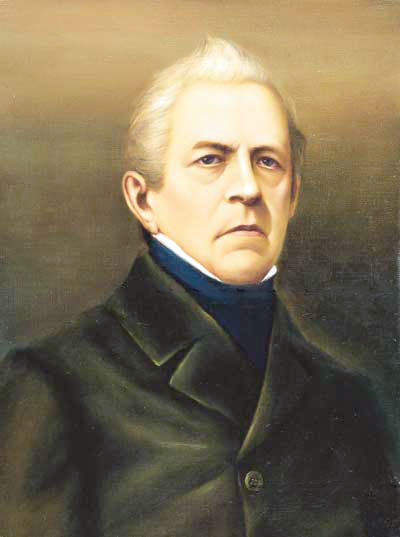
Franz Berwald ca 1840 - målaren okänd. Troligen en avmålning av fotografiet ovan

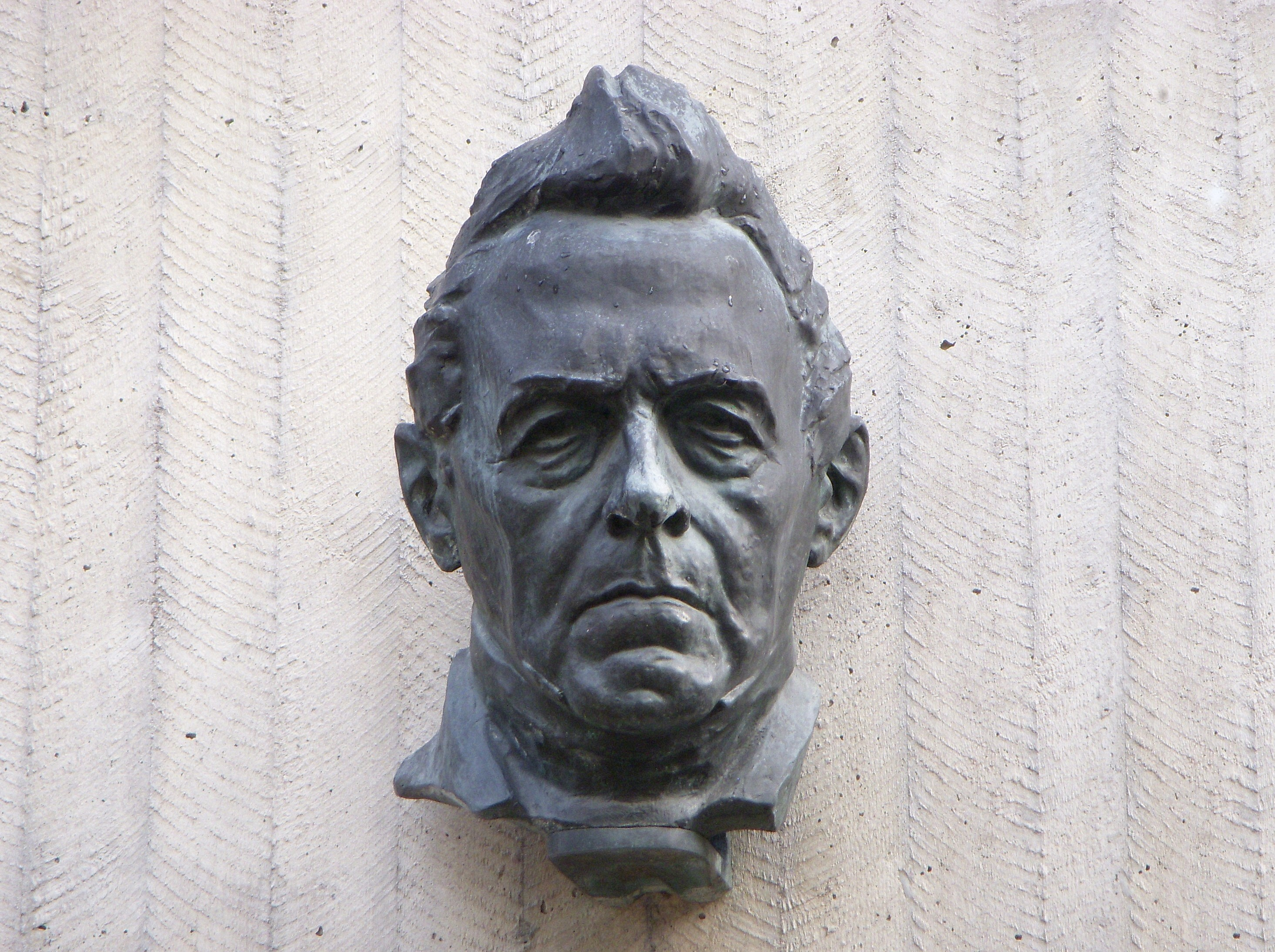
Skulptur av Carl Eldh utanför Berwaldhallen i Stockholm.

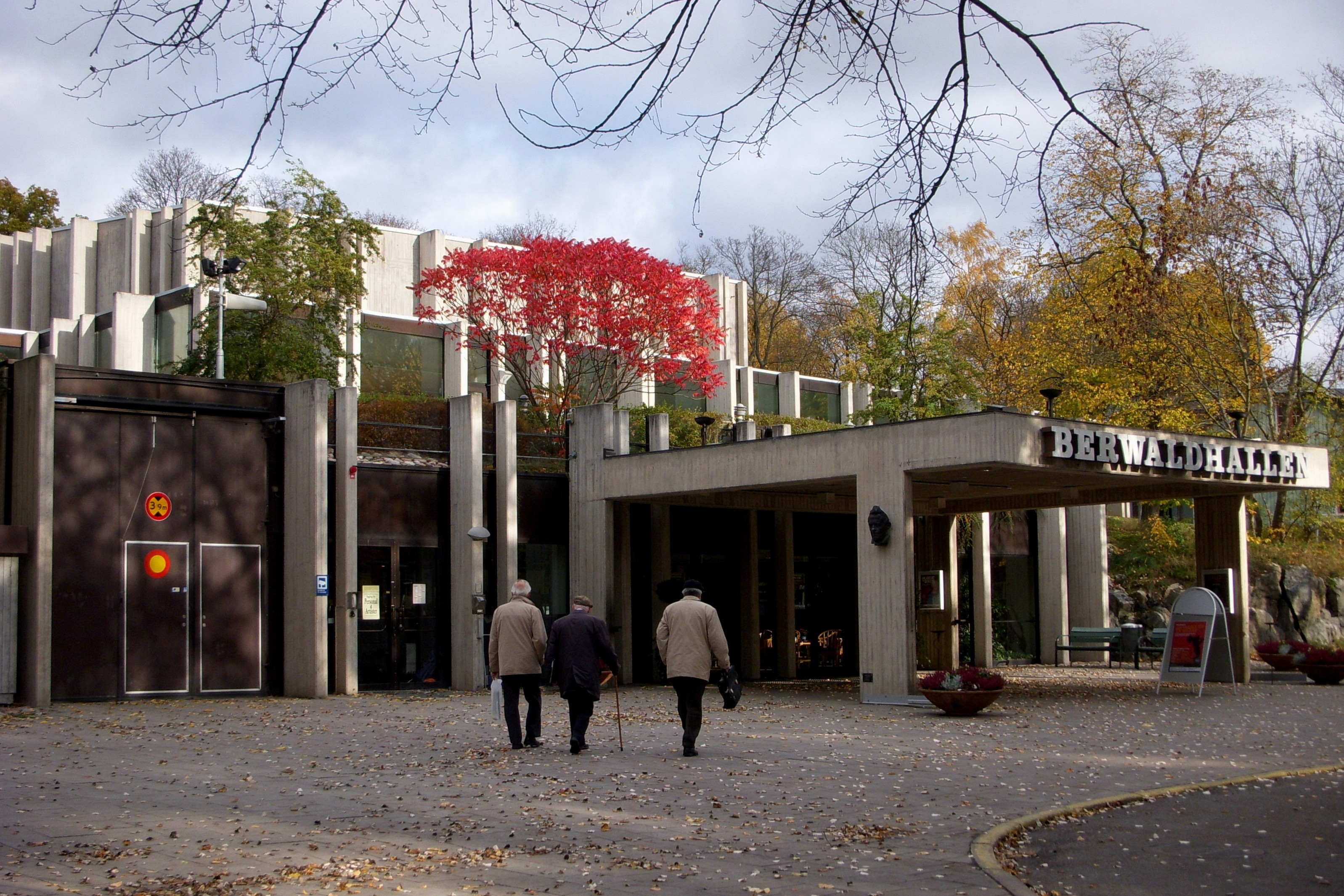
Berwaldhallen, 2008.

Det ljumma mottagandet i musik-Sverige innebar att Berwald fick försörja sig på annat sätt. I Tyskland hade han bekantat sig med den moderna sjukgymnastiken och öppnade klinik i Berlin. Han var i detta mycket banbrytande, eftersom han var den förste i världen att använda mekaniska apparater, vilka han uppfann själv, och han blev som sjukgymnast mycket framstående. 1835–1841 förestod han ett medicinskt gymnastikinstitut. Han var som mest produktiv kompositör under 1840-talet.
Trots framgångarna som ortoped var det musiker han ville vara, och för detta flyttade han 1841 till Wien. Där fullbordades operan Estrella di Soria (1841) samt Symphonie Sérieuse i g-moll och Symphonie Capricieuse i D-dur, båda 1842. Även sex "tonmålningar" för orkester tillkom under åren 1841-42. Verken blev uppmärksammade, men gav inte sådana ekonomiska följder att han kunde försörja sig i Wien. Trots skaparglädje och rikt kulturellt utbyte i Wien blev han tvungen att återvända till hemlandet, där han mottogs med kallsinnighet av musiksverige. Operan Estrella di Soria sattes inte upp på Stockholmsoperan förrän 1862, och två operetter föll igenom helt, trots att den världskända sopranen Jenny Lind sjöng huvudrollen i den ena.
På nytt prövades lyckan utomlands, med vistelse i bland annat Paris, Wien och Salzburg åren 1846–1849. Han fick inte lika tidigt samma godkännande av den svenska musikeliten som i till exempel Österrike, där han invaldes som hedersmedlem i Mozarteum i Salzburg 1847. Hans musik mottogs utomlands med större förståelse än i Sverige, men gav tyvärr inte tillräcklig ekonomisk utdelning för att han skulle kunna försörja sig som fri musiker. Återigen återvände han till hemlandet.

### De senare åren

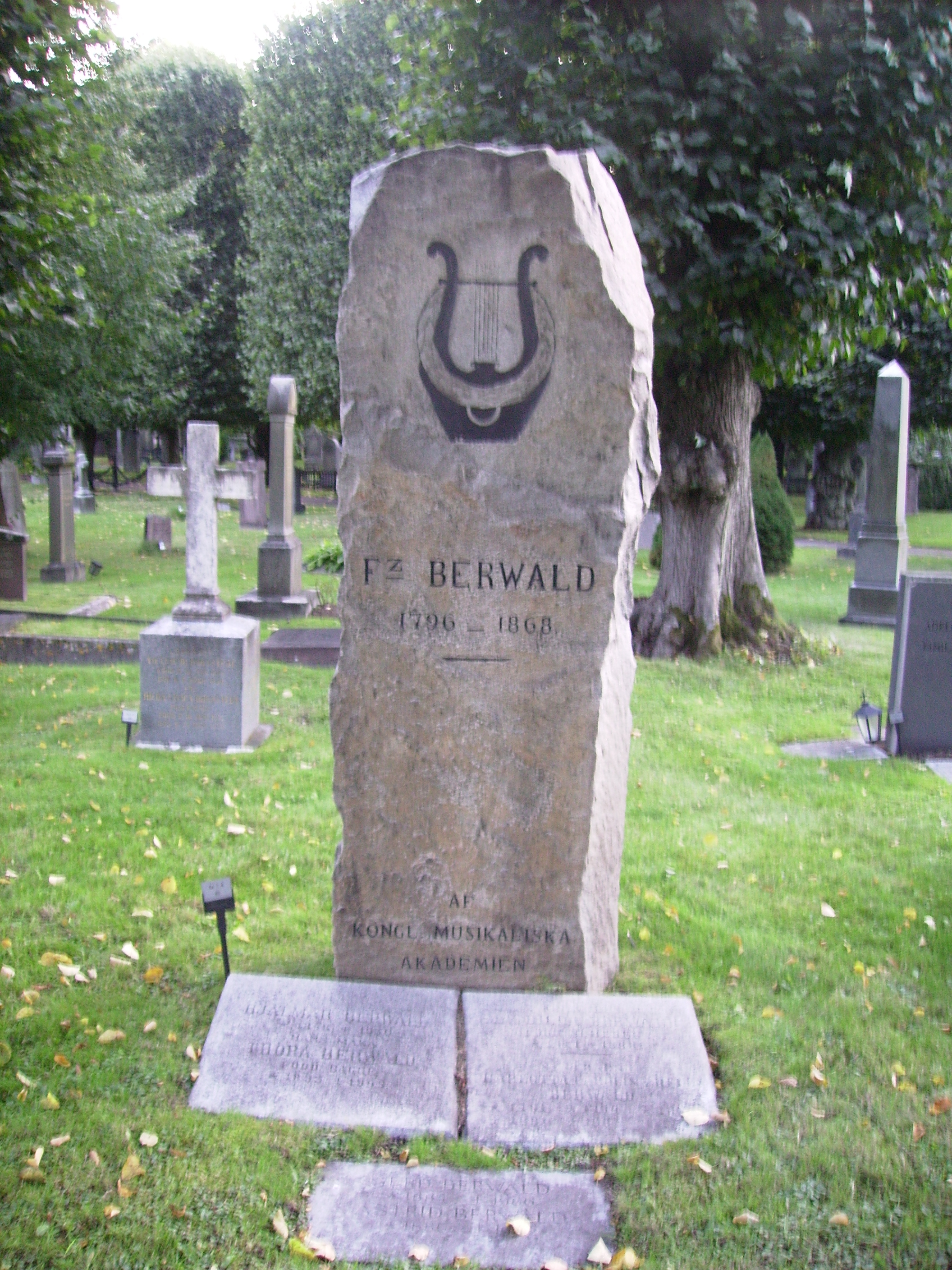
Franz Berwalds gravvård på Norra begravningsplatsen i Stockholm.

Förgäves sökte han tjänster i Musiksverige, dels som hovkapellmästare efter sin kusin, och dels tjänsten som director musices i Uppsala; Ingen av tjänsterna fick han. 1850 blev han i stället disponent vid Sandö glasbruk i Bjärtrå socken, vilket han förblev till 1860 då han istället slog sig på tegelslageri. Först den 22 januari 1864 invaldes han som ledamot (nr 386) av Kungliga Musikaliska Akademien, där han bland annat fick i uppdrag att omarbeta Haeffners koralbok. Från 1867 föreläste han i komposition och instrumentation vid Musikkonservatoriet. Han var under perioder verksam som privatlärare, och hade då bland andra Kristina Nilsson som sin elev. Han sista sceniska verk, Drottningen av Golconda, stod färdigt 1864 men fick inte sitt uruppförande förrän 1968 i samband med 100-årsminnet av tonsättarens död.
1841 gifte han sig med tyskan Mathilde Scherer. Paret hade en son vid namn Hjalmar Berwald, som i sin tur var far till pianisten Astrid Berwald. Han avled 3 april 1868 i Stockholm. I dödsboet saknades pengar till inköp av en kista, och en med kungligt stöd utfärdad proposition om pension åt änkan avslogs av riksdagen; däremot beviljades Musikaliska Akademien medel för att inköpa några av tonsättarens mest betydande verk i originalhandskrift.

### Franz Berwald i nutid
En av dem som främst verkade för att Berwald skulle erkännas som kompositör var Ludvig Norman. Under hans livstid trycktes endast få verk av honom, men numera ombesörjer Berwaldkommittén i Stockholm en kritisk utgåva av hans samlade verk, som trycks i samarbete med ett tyskt förlag.
1968 utgavs ett Svenskt frimärke i samband med 100-årsminnet av Franz Berwalds död.
I september 1976 uppkallades Sveriges Radios nya konserthus efter Franz Berwald. Vid invigningen den 30 november 1979 döptes hallen till Berwaldhallen, och på invigningskonsertens program stod Berwalds Sinfonie singuliere; Sven-Erik Bäcks beställningsverk Vid havets yttersta gräns samt Hector Berlioz Symphonie Fantastique, allt framfört av Sveriges Radios symfoniorkester under ledning av Herbert Blomstedt.
I november 2006 hedrades Franz Berwald med en bronsplakett på en trottoar utanför det hus i Berlin där han verkade under större delen av 1830-talet. Hans grav återfinns på Norra begravningsplatsen.

## Estetik
Berwald brukar ibland föras till nationalromantikerna, men mer vedertaget är att beteckna honom som romantisk klassicist. Nationella drag förekommer i de av folkvisan påverkade Minnen av norska fjällen (1842) och sångspelet Ein ländliches Verlobungsfest in Schweden (1847). Han visar i symfonierna tydlig påverkan från Beethoven, fastän hans toner har ett ljusare språk, vilket sammantaget gör honom mycket originell. Hans influenser hittas framför allt från någorlunda samtida kompositörer på kontinenten: förutom Beethoven, Berlioz polyfoni, Cherubini och Mendelssohn.

## Eftermäle
Asteroiden 10380 Berwald är uppkallad efter honom.

## Verkförteckning
För komplett verkförteckning, se Verklista för Franz Berwald

### Symfonier
- Symfoni A-dur, fragment (1820)
- Sinfonie sérieuse, (1841–42)
- Sinfonie capricieuse, (1842)
- Sinfonie singulière, (1845)
- Symfoni nr 4 i Ess-dur ("naïve"), (1845)

### Instrumentalkonserter
- Tema och variationer för violin och orkester i B-dur (1816)
- Konsert för två violiner (1817)
- Violinkonsert i ciss-moll (1820)
- Konsertstycke för fagott och orkester (1827)
- Pianokonsert i D-dur (1855)

### Andra orkesterverk
- Slaget vid Leipzig (1828)
- Ein humoristisches Capriccio (1841)
- Elfenspiel (1841)
- Ernste und heitere Grillen ("Allvarliga och muntra infall") (1842)
- Erinnerung an die norwegischen Alpen ("Minnen från norska fjällen") (1842)
- Bayaderen-Fest ("Bajadärfesten") (1842)
- Wettlauf (1842)
- Polonäs för stor orkester, komp. till minnet av Karl XIV Johans 25-åriga regentjubileum (1843)

### Kammarmusik
- Cellosonat (sonat för cello och piano) d-moll (1858)
- Concertino för violin och piano (skriven för Kristina Nilsson) (1859)
- Duo concertante för 2 violiner (1822)
- Kvartett för piano och blåsare i Ess-dur (1819)
- Pianokvartett Ess-dur (1819)
- Pianokvintett nr 1 i c-moll (1856)
- Pianokvintett nr 2 i A-dur (1856)
- Pianokvintett A-dur, fragment (1850)
- Pianotrio nr 0 C-dur (1845)
- Pianotrio nr 1 Ess-dur (1849)
- Pianotrio nr 2 f-moll (1851)
- Pianotrio nr 3 d-moll (1851)
- Pianotrio nr 4 C-dur (1853)
- Pianotrio Ess-dur, fragment (1849)
- Pianotrio C-dur, fragment (1850)
- Septett i B♭-dur (1828)
- Stråkkvartett nr 1 i g-moll (1818)
- Stråkkvartett nr 2 i a-moll (1849)
- Stråkkvartett nr 3 i Ess-dur (1849)
- Violinsonat (sonat för violin och piano) D-dur (1857–60)

### Instrumentalmusik
- Vals till minne af min Mor (ca 1809)
- Musikalisk Journal (Andante – Allegretto, Echo, Tema och variationer, Polonaise bagatelle, Tema och variationer, Polonaise, Tempo di Marcia, Tema och variationer, March Triomphale, Rondeau-Bagatelle) (1818–20)
- Introduction et Marche triomphale
- Tre pianostycken (Romanza et scherzo, Presto feroce, Une plaisanterie) (1859–60)
- Liten fyrstämmig fuga
- En landtlig bröllopsfest för 4-händigt orgel eller piano (1844)

### Sånger
- Drei Singlieder (Glöm ej dessa dar, Lebt wohl ihr Berge, A votre age) (1817)
- Vaggvisa ("Ute blåser sommarvind"), text: Samuel Johan Hedborn (1819)
- Aftonrodnan, text: Georg Ingelgren (1819)
- Jag minnes dig, text: Friedrich von Matthisson (1819)
- Serenad, kantat för tenor och sex blåsinstrument, okänd textförfattare (1825)
- Dröm, text: Ludwig Uhland (1833)
- Des Mädchens Klage, text: Friedrich Schiller (1831/33)
- Blomman, text: Johan Ludvig Runeberg (1842)
- Svensk folksång ("Svenska folk i samdrägt sjung"), text: Herman Sätherberg (1844)
- Östersjön, text: Oscar Fredrik, pseudonym för kung Oscar II, i vars diktcykel "Ur svenska flottans minnen" dikten ingår. (1859)
- Eko från när och fjärran för sopran och obligat klarinett (1865)

### Körmusik
- Gebet der Pilger um heiligen Gnade för manskör, blåsare och stråkar (före 1844)
- Effecit Gaudium för 2 körer
- Konung Karl XII:s Seger vid Narva för 4 tenorer och blåsork, text: Henrik Wilhelm Bredberg (1845)
- Gustaf Adolf den Stores Seger och Död vid Lützen för solo, kör, blåsare och orgel. Text: Georg Gabriel Ingelman (1845)
- Nordiska Fantasie-bilder för solo, kör, blåsare och orgel (1846)
- Gustaf Vasas färd till Dalarne, text: Herman Sätherberg (1849)
- Apoteose till firande av 300 årsminnet af Shakespeares födelse för solo, manskör och ork (1864)

### Scenmusik
- Estrella de Soria, opera i 3 akter till libretto av Otto Prechtler. Urpremiär 9 april 1862 Stockholm, Kgl. Teatern (1841)
- Jag går i kloster, operett i 2 akter till libretto av tonsättaren. Urpremiär 2 december 1843 Stockholm, Kgl. Teatern (1842)
- Modehandlerskan, operett i 3 akter till libretto av tonsättaren (1842). Urpremiär 26 mars 1845 Stockholm, Kgl. Teatern
- Ein ländliches Verlobungsfest in Schweden ("En lantligt bröllopsfest", 1847), operett i 1 akt, till libretto av Otto Prechtler. Urpremiär 26 januari 1847 Wien, Theater an der Wien (konsertant uruppförande)
- Drottningen av Golconda, opera i 3 akter, libretto av tonsättaren och Ludvig Josephson, efter Jean-Baptiste-Charles Vial och Edmond-Guillaume-François de Favière (1864). Urpremiär 3 april 1968 Stockholm, Kgl. Teatern